# Creighton Abrams
General Creighton Williams Abrams Jr. (født 15. september 1914, død 4. september 1974) var en amerikansk general, der havde kommandoen over de militære operationer under Vietnamkrigen, mellem 1968 og 1972. Derefter tjente han som øverstbefalende for den amerikanske hær fra 1972 til kort før sin død i 1974. M1 Abrams kampvognen er opkaldt efter ham.
Før Vietnamkrigen tjente han som oberst under 2. verdenskrig og som korpschef under koreakrigen.